# Велоспорт на літніх Олімпійських іграх 2012 — командний спринт (чоловіки)
Змагання у командному спринті з велоспорту серед чоловіків на літніх Олімпійських іграх 2012 пройшли 2 серпня в Лондонському велопарку.
Золоту медаль з новим світовим рекордом виграла команда Великої Британії, до складу якої входили Філіп Гіндс, Кріс Гой і Джейсон Кенні. Грегорі Боже, Мікаель Д'Алмейда і Кевен Сіро з Франції взяли срібло, а Рене Ендерс, Максиміліан Леві і Роберт Ферстеманн з Німеччини — бронзу.

## Формат змагань
Змагання з командного спринту складалися з заїздів по три кола між двома командами з трьох велогонщиків. Ці команди стартували на протилежних боках треку. Кожен з членів команди повинен був лідирувати по одному колу.
Спочатку відбувся кваліфікаційний раунд. Вісім найшвидших команд вийшли в перший раунд. В ньому команди змагалися одна проти одної таким чином: 1-ша проти 8-ї, 2-га проти 7-ї, 3-тя проти 6-ї, 4-та проти 5-ї. Переможниці цих заїздів потрапляли у медальні фінали: дві швидші команди розігрували золото, а дві повільніші — бронзу.

## Розклад змагань
Вказано Британський літній час.
| Дата                  | Час   | Раунд                |
| --------------------- | ----- | -------------------- |
| Четвер, 2 серпня 2012 | 16:15 | Кваліфікація і фінал |

## Результати

### Кваліфікація

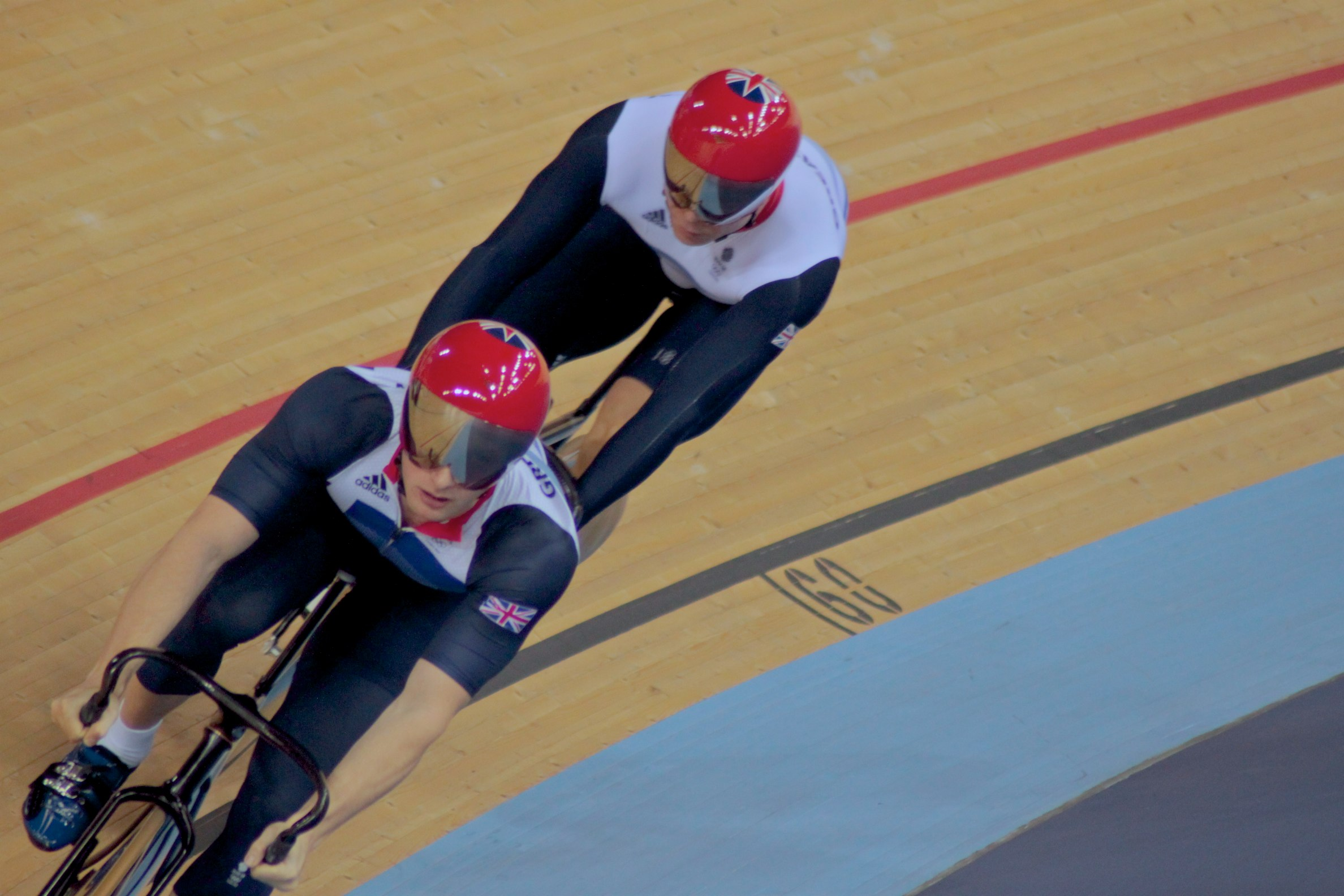
Кріс Гой і Джейсон Кенні

| Місце | Заїзд | Країна                | Спортсмени                                           | Результат | Примітки |
| ----- | ----- | --------------------- | ---------------------------------------------------- | --------- | -------- |
| 1     | 5     | Велика Британія (GBR) | Філіп Гіндс Кріс Гой Джейсон Кенні                   | 43.065    | Q, OR    |
| 2     | 4     | Франція (FRA)         | Грегорі Боже Мікаель Д'Алмейда Кевен Сіро            | 43.097    | Q        |
| 3     | 4     | Австралія (AUS)       | Метью Ґлетцер Шейн Перкінс Скот Сандерленд           | 43.377    | Q        |
| 4     | 3     | Росія (RUS)           | Сергій Борисов Денис Дмітрієв Сергій Кучеров         | 43.681    | Q, NR    |
| 5     | 5     | Німеччина (GER)       | Рене Ендерс Роберт Ферстеманн Максиміліан Леві       | 43.710    | Q        |
| 6     | 2     | Китай (CHN)           | Чен Чансун Чжан Лей Чжан Мяо                         | 43.751    | Q        |
| 7     | 3     | Нова Зеландія (NZL)   | Едвард Докінс Етан Мітчелл Саймон ван Велтувен       | 44.175    | Q        |
| 8     | 2     | Японія (JPN)          | Сеїтіро Накаґава Юдай Нітта Кадзунарі Ватанабе       | 44.324    | Q        |
| 9     | 1     | Венесуела (VEN)       | Ерсоні Канелон Сесар Маркано Анхель Польгар          | 44.654    | NR       |
| 10    | 1     | Польща (POL)          | Мартіна Де Мемме Даміан Желінський Каміль Кучинський | 44.712    |          |

### Перший раунд
| Місце | Заїзд | Країна                | Спортсмени                                     | Результат | Примітки  |
| ----- | ----- | --------------------- | ---------------------------------------------- | --------- | --------- |
| 1     | 4     | Велика Британія (GBR) | Філіп Гіндс Кріс Гой Джейсон Кенні             | 42.747    | Q, WR, OR |
| 2     | 3     | Франція (FRA)         | Грегорі Боже Мікаель Д'Алмейда Кевен Сіро      | 42.991    | Q, NR     |
| 3     | 1     | Німеччина (GER)       | Рене Ендерс Роберт Ферстеманн Максиміліан Леві | 43.178    | Q         |
| 4     | 2     | Австралія (AUS)       | Метью Ґлетцер Шейн Перкінс Скот Сандерленд     | 43.261    | Q, OC     |
| 5     | 3     | Нова Зеландія (NZL)   | Едвард Докінс Етан Мітчелл Саймон ван Велтувен | 43.495    | NR        |
| 6     | 2     | Китай (CHN)           | Чен Чансун Чжан Лей Чжан Мяо                   | 43.505    | AS        |
| 7     | 1     | Росія (RUS)           | Сергій Борисов Денис Дмітрієв Сергій Кучеров   | 43.909    |           |
| 8     | 4     | Японія (JPN)          | Сеїтіро Накаґава Юдай Нітта Кадзунарі Ватанабе | 43.964    | NR        |

### Фінали

#### Гонка за бронзову медаль
| Місце | Країна          | Спортсмени                                     | Результат | Примітки |
| ----- | --------------- | ---------------------------------------------- | --------- | -------- |
| 3     | Німеччина (GER) | Рене Ендерс Роберт Ферстеманн Максиміліан Леві | 43.209    |          |
| 4     | Австралія (AUS) | Метью Ґлетцер Шейн Перкінс Скот Сандерленд     | 43.355    |          |

#### Гонка за золоту медаль
| Місце | Країна                | Спортсмени                                | Результат | Примітки |
| ----- | --------------------- | ----------------------------------------- | --------- | -------- |
| 1     | Велика Британія (GBR) | Філіп Гіндс Кріс Гой Джейсон Кенні        | 42.600    | WR, OR   |
| 2     | Франція (FRA)         | Грегорі Боже Мікаель Д'Алмейда Кевен Сіро | 43.013    |          |